# 李庙镇
李庙镇，是中华人民共和国湖北省襄阳市南漳县下辖的一个乡镇级行政单位。

## 行政区划
李庙镇下辖以下地区：
滋坪村、鱼泉河村、香石村、星宿河村、晓烟坪村、五渡沟村、全家湾村、刘坪村、石桩河村、傅家坪村、堰沟村、栎桦寨村、南沟村、磨坪寺村、北沟村、赵店村、高家庄村、沙坪村、老君店村、主山寨村、东沟村、齐家岗村、茅坪村、胡家坪村和水田坪村。